# Bandera del Talladell
La bandera oficial del Talladell té la següent descripció:
Bandera apaïsada, de proporcions dos d'alt per tres de llarg, blanca, sobre el primer i segon terços horitzontals, la clau negra de l'escut posada en faixa, d'alçària 1/10 de la del drap i amplària 5/19 de la llargària del mateix drap, sobremuntada d'una rodella vermella carregada amb una creu de Malta blanca, d'alçària i d'amplària 5/19 de la llargària del mateix drap; el terç horitzontal inferior groc amb quatre pals vermells, equidistants entre ells, cadascun d'un gruix de 2/23 de la llargària del drap; i amb un pal blanc de gruix 2/9 de la llargària del drap, a la vora del vol.
Va ser aprovada el 13 de gener de 2023 per la Junta de Veïns de l'Entitat Municipal Descentralitzada del Talladell, aprovada pel Departament de la Presidència el 12 d'abril de 2023 i publicada en el DOGC el 18 d'abril del 2023 amb el número 8897.
Es basa en l'escut heràldic local i n'és una adaptació vexil·lològica que n'incorpora tots els colors i elements.